# Hilary Burn
Hilary Burn (* 8. April 1946 in Macclesfield, Cheshire) ist eine britische Tierillustratorin.

## Leben
Burn ist die Tochter von Colin Barber, einem Industriedesigner und Zeichner. Sie ging auf die Macclesfield High School und studierte an der University of Leeds, wo sie 1967 ihren Bachelor of Science in Zoologie erlangte. Dr. Stephen Sutton, ihr dortiger Dozent, überredete sie erstmals, eines seiner Bücher zu illustrieren: Woodlice (Landasseln). Bald darauf folgten Zeichnungen zu Fruchtfliegen und Blattläusen, bevor sich Burn auf Vögel und gelegentlich Säugetiere spezialisierte. Von 1968 bis 1971 war sie Biologielehrerin an einer Gesamtschule in Leeds. 1971 begann sie mit dem Illustrieren von naturkundlichen Büchern und dem Zeichnen von Vögeln in Gouache. 1983 wurde sie zum Mitglied der Society of Wildlife Artists gewählt. Burn war als Illustratorin an zahlreichen ornithologischen Werken beteiligt, darunter dem Handbook of the Birds of the World.

## Werke (Auswahl)
- Handbook of the Birds of the World. Lynx Edicions, Barcelona (Bände 2 bis 16).
- Wildfowl: An Identification Guide to the Ducks, Geese and Swans of the World. Helm, London 1988, ISBN 0-7136-3647-5.
  - Wassergeflügel. Ein Bestimmungsbuch der Schwäne, Gänse und Enten der Welt. Parey, Hamburg u. a. 1989, ISBN 3-932412-81-8.
- Crows & Jays. A Guide to the Crows, Jays and Magpies of the World. Helm, London 1999, ISBN 0-7136-5207-1.
- The Handbook of Bird Identification for Europe and the Western Palearctic. Princeton University Press, Princeton 1998, ISBN 0-691-02726-9.
- The RSPB Book of British Birds. Helm, London 2002, ISBN 0-7136-5713-8.
- James A. Eaton, Bas van Balen, Nick W. Brickle, Frank E. Rheindt: Birds of the Indonesian Archipelago. Bellaterra, Barcelona 2016, ISBN 978-84-941892-6-5.